# HMS Prince William (1780)
HMS Prince William (1780) — 64-пушечный линейный корабль 3 ранга Королевского флота, бывший испанский вооруженный транспорт Guipuzcoana. Захвачен 8 января 1780 года при мысе Финистерре. Второй корабль, названный Prince William, в честь принцев королевской крови.

## Захват
Guipuzcoana был флагманом конвоя коммодора дон Хуана Агустина де Иарди, направлявшегося в Кадис. Конвой, имевший в охранении только вооруженные «купцы» компании Каракаса, оказался на пути гораздо более сильной эскадры адмирала Джорджа Родни, шедшей с припасами для осажденного Гибралтара. После короткого боя все испанские корабли и суда были захвачены. Часть из них Родни тут же взял в британскую службу и поставил на них свои команды. В том числе Guipuzcoana был переименован в Prince William, на этот раз в честь принца Уильяма, герцога Кларенса, будущего короля Вильгельма IV, который присутствовал на эскадре мичманом.
Суда с морскими припасами и тюками на борту вернулись в Англию в сопровождении HMS America и HMS Pearl и вновь захваченных испанцев. Остальные — транспорты с провиантом — были приведены в Гибралтар и использованы гарнизоном.

## В британской службе
Участвовал в Американской революционной войне.
1780 — капитан Стэр Дуглас (англ. Stair Douglas). Вернулся в Англию, сопровождая часть захваченных призов. 3 апреля был официально внесен Адмиралтейством в списки как HMS Prince William. С апреля по август обшит медью в Портсмуте. В ноябре ушел в Вест-Индию с эскадрой контр-адмирала Худа.
1781 — февраль, участвовал в оккупации острова Св. Евстафия. Был при Форт-Ройял. В октябре перешел в Северную Америку. Вскоре вернулся с Худом в Вест-Индию. Командование кораблем принял капитан Джордж Вилкинсон (англ. George Wilkinson).
1782 — был при Сент-Киттсе, где потерял 3 человек ранеными.. При островах Всех Святых шел замыкающим в авангарде; потерь не имел. В составе эскадры адмирала Худа отправился в погоню за противником, но из-за плохого хода отстал и в проливе Мона не был.
14 апреля корабль принял капитан Джеймс Вашон (англ. James Vashon). В июле капитан Уильям Меррик (англ. William Merrick) сменил Вашона, назначенного флаг-капитаном на HMS Formidable. В сентябре-октябре корабль находился в Нью-Йорке, после чего вышел для блокады Кап-Франсуа.
1783 — апрель. Вышел с Ямайки в Британию. По прибытии выведен в резерв, команда рассчитана.
С декабря 1790 по апрель 1791 превращен в блокшив в Портсмуте. Французские революционные и Наполеоновские войны провел на рейдовой службе.
Разобран в 1817 году в Портсмуте.